# Luiz Sérgio Nóbrega de Oliveira

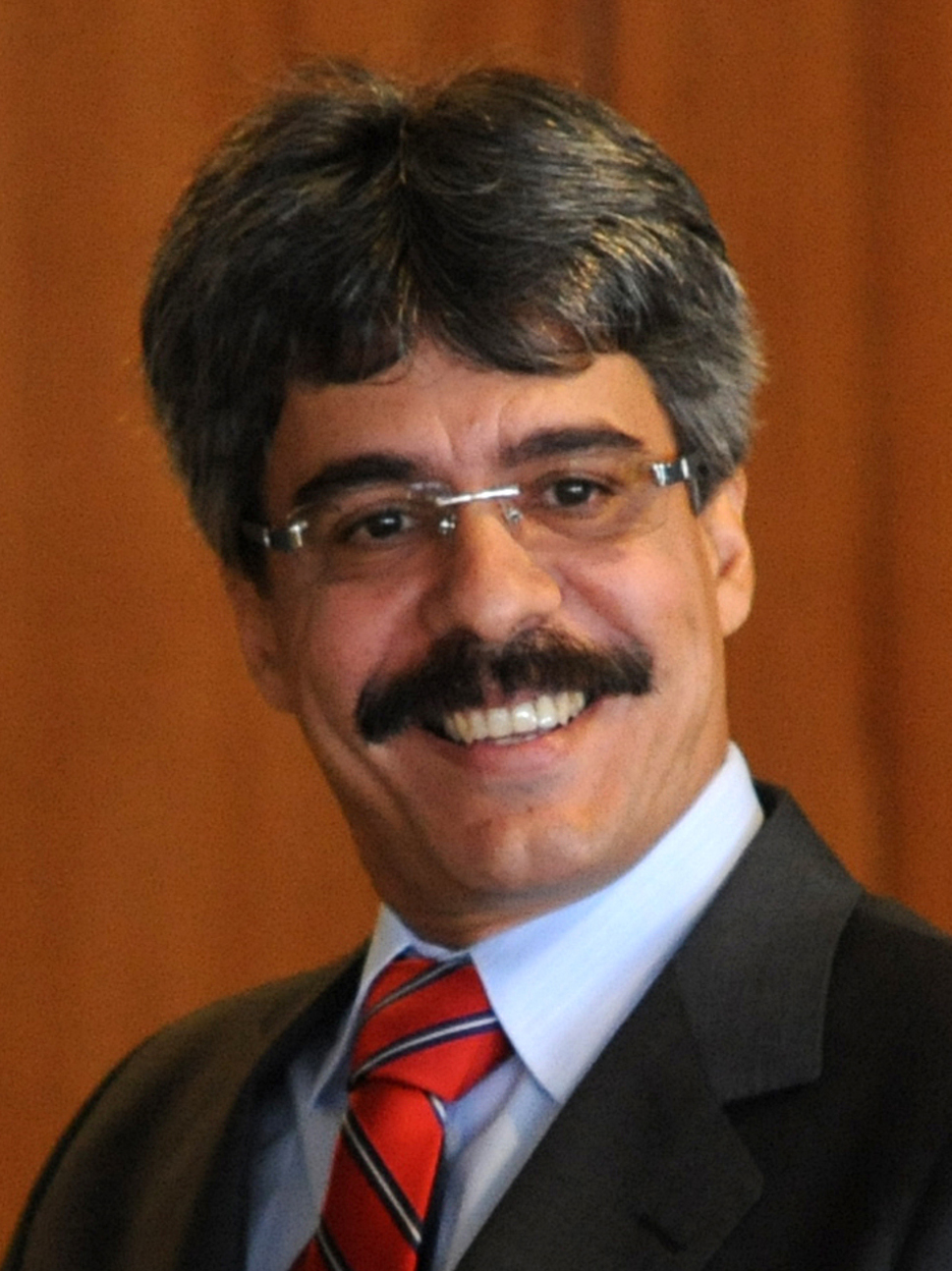
Luiz Sérgio Nóbrega de Oliveira (2011)

Luiz Sérgio Nóbrega de Oliveira (oft gelistet auch in der Kurzform Luiz Sérgio; * 9. April 1958 in Angra dos Reis) ist ein brasilianischer Politiker des Partido dos Trabalhadores.

## Leben
Luiz Sérgio ist der Sohn von José de Oliveira und Esolina Nóbrega de Oliveira, einer Bauernfamilie. Von 1979 bis 1981 absolvierte er eine Ausbildung als Mechaniker an der Escola Técnica in Rio de Janeiro, nahm Unterricht in Technischem Zeichnen für Schiffe am SENAI von 1982 bis 1983 und spezialisierte sich weiter an der Escola Técnica do Estaleiro Velrome in Angra do Reis.
Er arbeitete ab 1979 in der Katholischen Aktions-  und Arbeiterbewegung (Ação Católica Operária) und der kirchlichen Basisgemeinschaft (Comunidades Eclesiais de Base), beide Partner der sozialen Bewegungen der katholischen Kirche in Brasilien (movimentos sociais da Igreja Católica). In den 1980er Jahren unterzeichnete er zusammen mit anderen Gefährten, darunter Luiz Inácio Lula da Silva, den Brief von St. Bernhard (Carta de São Bernardo), ein grundlegendes Dokument zur Gründung des Arbeiter-Partei. Seit 1982 ist er Mitglied des Partido dos Trabalhadores (PT). 1984 gewann er eine  Wahl der Vereinigten Stahlarbeiter-Gewerkschaft von Angra dos Reis. Drei Jahre später wurde er mit 82 % der Stimmen zum Präsidenten dieser Organisation für die Jahre 1987 bis 1988 gewählt. Sérgio war von 1989 bis 1992 hinter Neirobis Nagae Vize-Präfekt der Gemeinde Angra dos Reis und war dann vom 1. Januar 1993 bis 31. Dezember 1996 dessen Nachfolger im Amt des Präfekten.
Seit 1999 ist er Deputado Federal für seinen Heimatstaat Rio de Janeiro in der Abgeordnetenkammer, einer der beiden Häuser der Bundesgesetzgeber in Brasilien, inzwischen in vier aufeinanderfolgenden Legislaturperioden.
Im Kabinett von Dilma Rousseff war er vom 1. Januar 2011 bis zum 10. Juni 2011 Chefminister im Rang eines Ministro de Estado zuständig für die Koordination der Regierungsstellen im Secretaria de Relações Institucionais, vom 10. Juni 2011 bis 2. März 2012 war er Minister für Fischerei und Landwirtschaft (Ministério da Pesca e Aquicultura, MPA).